# Adolfo Saguier
Adolfo Saguier (ur. 1832, zm. 1902) – paragwajski polityk, prezydent Paragwaju od 4 września 1880 do 25 listopada 1881 i wiceprezydent Paragwaju w latach 1878-1880.